# Прозор
Прозор (босн. і хорв. Prozor) — місто у південній частині Боснії і Герцеговини, у Герцеговинсько-Неретванському кантоні Федерації Боснії та Герцеговини, адміністративний центр громади Прозор-Рама. Центр харчової і текстильної промисловості. Назва міста означає «вікно».
Під час Боснійської війни місто стало ареною боїв між Армією Республіки Боснії і Герцеговини та Хорватською радою оборони.